# (34878) 2001 UU34
2001 UU34 (asteroide 34878) é um asteroide da cintura principal. Possui uma excentricidade de 0.07556750 e uma inclinação de 10.08887º.
Este asteroide foi descoberto no dia 16 de outubro de 2001 por LINEAR em Socorro.